# Tompa Béla
Tompa Béla, Tompa Béla Kálmán Dániel (Budapest, 1887. augusztus 30. – Budapest, 1953. augusztus 4.) magyar színész, színigazgató.

## Életútja
Tompa (Droppa) Kálmán színész, színigazgató és Fábián Mária fia. 1910 októberében lépett a színipályára Kecskeméten. Játszott apja társulatában, majd Kolozsvárott és Nagyváradon is fellépett. 1918. augusztus 21-én bemutatkozott a Belvárosi Színházban, Harsányi Zsolt Ugyanaz balra című színművében. Ezután az Andrássy úti Színházban, 1920–21-ben a Revü Színházban játszott. 1922 és 1924, valamint 1928 és 1930 között Kolozsvárott működött, játszott Erdély és a Bánát városaiban. Marosvásárhelyen és Aradon apja társulatát vezette. Tagja volt 1935-ben a Király Színháznak, 1936–37-ben és 1939–40-ben a Belvárosi Színháznak, 1937–38-ban a Művész, 1944-ben a Madách és a Nemzeti Színház művésze volt. 1940 nyarán engedélyt kapott, hogy faluszínházat hozzon létre, ezzel megfordult a Dunántúlon, majd 1941. április és augusztus között a fővárosban. 1938. július 9-én Budapesten, a Józsefvárosban házasságot kötött a nála 24 évvel fiatalabb Mihálkó Gizellával.

## Fontosabb színházi szerepei
- Bálint (Bíró Lajos: Francia négyes)
- Miki (Ábrahám Pál: Viktória)
- Tschöll (Schubert–Berté: Három a kislány)

## Filmszerepei
- Böském (1914)
- Az apacs álma (1914, szkeccs) – az apacs
- Az apacs álma (1914)
- Palika (1918) – Draskovics Pál tanuló
- Vörösbegy (1921) – Dér István színész
- Pillanatnyi pénzzavar (1937-38) – szabó
- Te csak pipálj, Ladányi! (1938) – vendég Ladányiéknál
- Földindulás (1939) – kocsmáros
- Késő (1943) – katonaorvos
- Orient express (1943) – Kurz, filmgyári igazgató
- Kalotaszegi madonna (1943) – tárlatvezető
- Féltékenység (1943) – Lajos bácsi, mérnök
- Zenélő malom (1943) – pincér
- Szováthy Éva (1943) – szakállas tábornok
- Kettesben (1943) – kertész
- Boldog idők (1943) – egyik árverésvezető
- A látszat csal (1943)

## Forgatókönyve
- Az apacs álma (1914, szkeccs)